# Forum Marx-Engels
Forum Marx-Engels je javni park v osrednjem okrožju Mitte v Berlinu, glavnem mestu Nemčije. Poimenovan je po nemških filozofih Karlu Marxu in Friedrichu Engelsu, avtorjih Komunističnega manifesta iz leta 1848 in veljata za dva najvplivnejša človeka v socialističnem gibanju. Park so leta 1986 ustanovile oblasti nekdanje Nemške demokratične republike (NDR).